# Ron Sexsmith
Ron Sexsmith (St. Catharines, 1964. január 8. –) Juno-díjas kanadai énekes, dalszerző. Huszonegyéves korától, 1985-től adja ki felvételeit. 2010-ben róla készült a Love Shines című dokumentumfilm.

## Pályakép
Kezdetben Ron Sexsmith kis klubokban és bárokban lépett fel. Mind hangja, mind dalszerzői képességei felkeltették a zenészek figyelmét, és végül lemezszerződést kapott  egy nagy kiadóttól. A zenekritikusok is lelkesednek 1995-ös debütálásáért. Zenésztársai, rajongói között számos és jól ismert zenész van: Chris Martin, a Radiohead, Elvis Costello, Sarah McLachlan és Rod Stewart. Paul McCartney is meghívta is egy személyes találkozóra.
Három kereskedelmileg közepesen sikeres album után szakított az Interscope Records-szal. Negyedik albuma A Cooking Vinyl kiadónál jelent meg 20 000 eladott példányban. Sexsmith 2003-as interjújában kifejtette, hogy a nagy lemezcégek nem nagyon támogatták. Ezt a falat többször is áttörték kitartó rajongói, például Bill Frisell, a Grammy-díjas amerikai jazzgitáros.
Stratfordban, Ontario államban lakik. Két gyereke van, második házastársával él.

## Albumok
- 1986: There's a Way (Self-released cassette)
- 1991: Grand Opera Lane
- 1995: Ron Sexsmith
- 1997: Other Songs
- 1999: Whereabouts
- 2001: Blue Boy
- 2002: Cobblestone Runway
- 2003: Rarities
- 2004: Retriever
- 2005: Destination Unknown
- 2006: Time Being
- 2008: Exit Strategy of the Soul
- 2011: Long Player Late Bloomer
- 2013: Forever Endeavour
- 2015: Carousel One
- 2017: The Last Rider
- 2020: Hermitage
- 2023: The Vivian Line

## Díjak
- 1998: Juno Award for Roots & Traditional Album of the Year
- 2005: Juno Award for Songwriter of the Year
- 2014: Juno Award for Adult Alternative Album of the Year („Forever Endeavour”)